# Akodon mollis
Akodon mollis är en däggdjursart som beskrevs av Thomas 1894. Akodon mollis ingår i släktet fältmöss, och familjen hamsterartade gnagare. IUCN kategoriserar arten globalt som livskraftig. Inga underarter finns listade i Catalogue of Life.
Denna fältmus förekommer i Anderna i Ecuador och Peru. Den vistas där mellan 2200 och 4150 meter över havet. Habitatet utgörs av fuktiga gräsmarker och buskskogar. Arten besöker även odlade områden.